# Kaalijärv (meteoryt)
Kaalijärv (inne nazwy: Kaali, Sall) – meteoryt żelazny należący do oktaedrytów gruboziarnistych IA, znajdowany od 1937 roku w Estonii na wyspie Saaremmaa. Na miejscu spadku deszczu meteorytowego znajduje się dziewięć kraterów obejmujących obszar ok. 1 km², z których największy to Kaali wypełniony jeziorem meteorytowym Kaalijärv.
W 1937 roku J.A. Reinwald, inżynier górnictwa, zebrał w dwóch kraterach pierwsze trzydzieści fragmentów materii meteorytowej. Ocenia się, że kratery powstały ok. 5000 do 3000 lat temu. Uderzenie mogło nastąpić pod kątem 45°. Początkowa masa meteorytu mogła wynosić od 400 do 10000 ton. Masa materii meteorytowej rozproszonej na powierzchni ziemi mogła wynosić od 20 do 80 ton. Prędkość wejścia w atmosferę ziemską wynosiła od 15 do 45 km/s. Rozpad meteorytu Kaalijärv nastąpił na wysokości 5 do 6 km.

## Meteoryt Kaalijärv w światowych zbiorach
- Instytut Geologiczny w Tartu 100 g
- Moskiewska Akademia Nauk 88 g
- Muzeum Przyrodnicze w Londynie 14,6 g
- Amerykańskie Muzeum Przyrodnicze w Nowym Jorku 9 g
- Muzeum Narodowe US Waszyngton 4,3 g
- Uniwersytet Stanowy w Arizonie, Tempe 2,2 g